# Abbie Mitchell
Abbie Mitchell o Abbey Mitchell, pseudonimo di Abriea Mitchell Cook (New York, 25 settembre 1884 – New York, 16 marzo 1960), è stata un soprano statunitense.
È nota soprattutto per essere stata la prima interprete del ruolo di Clara nell'opera Porgy and Bess, diventando così la prima artista a cantare e incidere l'aria Summertime.

## Biografia
Mitchell è nata a New York, figlia di madre afroamericana e di un ebreo tedesco, ma fu cresciuta a Baltimore dalla zia Alice Payne. Dopo il diploma tornò negli Stati Uniti nel 1897 per studiare canto. L'anno successivo Paul Laurence Dunbar e Will Mario Cook la vollero nel loro musical di grande successo Clorindy: The Origin of the Cakewalk; l'anno successivo Mitchell sposò Cook e successivamente cantò nei musical Jes Lak White Folks (1899) e The Southerners (1904) in ruoli da protagonista. Nel 1900 la coppia ebbe una figlia, Marion Abigail Cook, e nel 1903 Abbie Mitchell diede alla luce un altro bambino, Will Mercer Cook.
Nel 1903 fece il suo debutto londinese nel musical In Dahomey, composto da suo marito e prodotto da Bert Williams; la performance di Mitchell fu un trionfo e la cantante si esibì anche davanti a Edoardo VII e Alessandra di Danimarca a Buckingham Palace. Dopo aver recitato nell'operetta The Red Moon (1908), fece il suo debutto cinematografico nel film Lime Kiln Club Field Day (1913). Nel 1938 cantò nella prima mondiale dell'opera di George Gershwin Porgy and Bess, diventando la prima interprete del ruolo di Clara e portando l'aria Summertime al successo. Nel 1939 recitò a Broadway nel dramma Le Piccole volpi, accanti a Tallulah Bankhead. Successivamente si ritirò dalle scene e cominciò ad insegnare canto alla Tuskegee University.

## Filmografia
- Lime Kiln Club Field Day, regia di T. Hayes Hunter (1913)